# Tanysiptera galatea
El alción colilargo común (Tanysiptera galatea) es una especie de ave coraciforme de la familia Halcyonidae que vive en las selvas de Nueva Guinea, el archipiélago de las Molucas e islas adyacentes.